# 深川和征
深川 和征（ふかがわ かずまさ、4月21日 - ）は、日本の男性声優。鹿児島県出身。青二プロダクション所属。

## 略歴
声優になろうと思ったきっかけは、『CLANNAD』の主人公と自身に共通点が多いことで声優に興味を持ったこと。 
アミューズメントメディア総合学院出身。

## 人物
方言は鹿児島弁。外国語は英語。
趣味はスポーツ観戦、音楽鑑賞、語学習得、格闘ゲーム。特技は英会話、空手、ヒューマンビートボックス、歌唱。
資格・免許はTOEIC800点、英検2級、普通自動車免許。

## 出演
太字はメインキャラクター。

### テレビアニメ
2015年
- スタミュ（生徒）
- ドラゴンボール超（2015年 - 2017年、兵士、ズノーの付き人、警官、店員）
- ONE PIECE（2015年 - 2022年、国民、ジェルマ兵、コ十郎、時ジロー、眼竜 他）

2016年
- 機動戦士ガンダム 鉄血のオルフェンズ（ラディーチェ・リロト）
- 装神少女まとい（パイロット）
- タイガーマスクW（矢野通、西田、うなぎマスク 他）
- Bloodivores（囚人）

2017年
- クズの本懐（映画の男性）
- ID-0（社員②、作業員I）
- “栄光なき天才たち”からの物語（フィリピン選手）
- 正解するカド
- Re:CREATORS（関係者）
- 魔法陣グルグル（門番）
- 妖怪アパートの幽雅な日常（社員B、不良D、チンピラB、朝田）
- ナイツ&マジック（アーニィス）
- パズドラクロス（ドミニオン龍喚士）
- モンスターハンター ストーリーズ RIDE ON（ハンター②）
- クラシカロイド（アナウンサー）

2018年
- スロウスタート（医師）
- 弱虫ペダル GLORY LINE（観客）
- 斉木楠雄のΨ難（男子生徒B）
- ゲゲゲの鬼太郎（第6作）（2018年 - 2020年、アナウンサー、刑事、河童、レポーター、中学生 他）
- ガンダムビルドダイバーズ（虎武龍ダイバー）
- PERSONA5 the Animation（中野原夏彦）
- ウマ娘 プリティーダービー（観客）
- ソードアート・オンライン オルタナティブ ガンゲイル・オンライン（プレイヤー）
- バキ（男子生徒、生徒、チンピラ）
- Free!-Dive to the Future-（稲田実直、警備員、審判、部員、高校生）
- Phantom in the Twilight（私兵A）
- ONE PIECE エピソードオブ空島
- 新幹線変形ロボ シンカリオン（霧島ニチリン）
- ムヒョとロージーの魔法律相談事務所（岩本、執事）
- 転生したらスライムだった件（ゴブリン達）
- ソードアート・オンライン アリシゼーション（農夫）

2019年
- ガーリー・エアフォース（管制官）
- 荒野のコトブキ飛行隊（記者、黒マスク）
- ぼくたちは勉強ができない（係員）
- 世話やきキツネの仙狐さん
- ちびまる子ちゃん（外国人）
- パズドラ（男）
- バビロン（男性アナウンサー）

2020年
- 地縛少年花子くん（英語教師）
- アサティール 未来の昔ばなし（町人、兵士、金持ちの男）
- 『ヒプノシスマイク -Division Rap Battle-』Rhyme Anima（2020年 - 2023年、トム・ウィスパー・ウェザコック） - 2シリーズ
- テイルズ オブ クレストリア -咎ヲ背負いて彼は発つ-

2021年
- ひぐらしのなく頃に業（番犬）
- イジらないで、長瀞さん（2021年 - 2023年、ゲームの声、ゲーム音声） - 2シリーズ
- マブラヴ オルタネイティヴ（門兵A、衛士C、米軍衛士、反乱軍衛士A）
- テスラノート（楠木翔太、プレイズ）
- 86-エイティシックス-（軍団長）
- デジモンゴーストゲーム（ゲームナレーション）
- 境界戦機（斎藤）

2022年
- プラチナエンド（スナイパー）
- ハコヅメ〜交番女子の逆襲〜（署員）
- BLEACH 千年血戦篇（死神）
- 虫かぶり姫（アレクセイの部下、男）
- うる星やつら (2022)（通信）
- 恋愛フロップス（医師）

2023年
- もういっぽん!
- 絆のアリル（外国人）
- 東京ミュウミュウ にゅ〜♡（研究員）
- SYNDUALITY Noir
- 七つの魔剣が支配する（ダスティン＝ヘッジス）
- 婚約破棄された令嬢を拾った俺が、イケナイことを教え込む（兵長）
- ビックリメン（サム）
- 川越ボーイズ・シング（2023年 - 2024年、鈴木カーティス〈マジック〉）
- 帰還者の魔法は特別です（アウター）

2024年
- 七つの大罪 黙示録の四騎士（ペリオ） - 2シリーズ

2025年
- シャングリラ・フロンティア（アレックス・テイラー）
- ボールパークでつかまえて!（ヒゲ、譲二・クローニン）

### 劇場アニメ
- 劇場版 転生したらスライムだった件 紅蓮の絆編（2022年、敵兵）

### Webアニメ
- モンスターストライク（2016年 - 2019年、男D、観客B、天使兵、サイザリー兵） - 2シリーズ
- DEVILMAN crybaby（2018年、バス乗客B、軍人1）
- 聖闘士星矢: Knights of the Zodiac（2019年、警備1）
- 地球外少年少女（2022年、アナウンサーB）
- 悪魔くん（2023年、俳優）

### ゲーム
2015年
- 仮面ライダー バトライド・ウォー創生（リブラ・ゾディアーツ）
- 三国大戦スマッシュ!
- モンスターストライク（2015年 - 2022年、ブラフマー、ベートーヴェン、葛飾北斎、アルカディア他）
- モンスター烈伝 オレカバトル（光王エーリュシオン / 聖帝エーリュシオン、星の騎士ライト）

2016年
- ダンジョンストライカーG（ラッセル）
- ペルソナ5

2017年
- UNEARTHING MARS（プレイヤー）
- テイルズ オブ リンク（キリヤ）

2018年
- 北斗が如く
- 戦場のヴァルキュリア4（ラグナロック）
- スーパーロボット大戦X

2019年
- スーパーロボット大戦T（ロニー・マーブック 他）
- ペルソナ5 ザ・ロイヤル
- 新サクラ大戦

2020年
- ドラゴンボールZ カカロット
- ONE PIECE 海賊無双4（海軍司令官1、チェス戎兵1、海兵4・6、侍）
- VALIANT TACTICS（フォルス）

2021年
- 魔王の時間（ポルックス・サインスター）

2022年
- 夢職人と忘れじの黒い妖精（ジン）

2025年
- 真・三國無双 ORIGINS（諸葛亮）
- グルーヴコースター フューチャーパフォーマーズ（御影ヨウ）
- スーパーロボット大戦Y（月ノ輪クロス）

### ドラマCD
- タイガーマスクW×湘南乃風 オリジナルシナリオドラマCD（キングサタン）

### 吹き替え
- 宇宙船レッド・ドワーフ号シーズン12（ブラッドリー）
- 映画 真・三國無双（曹操〈ワン・カイ〉[28]）

### デジタルコミック
- ディアティア（2018年、しゃも[29]）
- バトルスタディーズ（2018年、門松晃）

### ナレーション
- S☆1
- スーパーJチャンネル（月・火担当）
- あなたも絶対行きたくなる!日本「最強の城」スペシャル
- ミステリアス古墳スペシャル
- SONGS
- 上田晋也の熱狂パラリンピック! 〜メダル、それは感謝の証〜
- AKB チーム8のブンブン!エイト大放送
- X GAMES 2016〜世界一過激な夏の祭典〜
- X GAMES 2017 アスペン
- 久米書店midnight〜夜の本の虫〜
- ドキュメンタリー〜The REAL〜 1勝13敗1分の意義 スーパーラグビーに初めて挑んだシーズン
- フリージ

### ラジオ番組
- みんなの作文（ニッポン放送） - 朗読
- 天﨑滉平・大塚剛央の「僕たちもう、フレンドですよね?」（2017 -、音泉） - ゲスト

### ラジオドラマ
- 青山二丁目劇場（文化放送）
- 青春アドベンチャー（NHK-FM）
  - 『ナカスイ！ -海なし県の水産高校-』（2025年7月21日 - 8月1日、原作：村崎なぎこ）[30] - 渡辺丈 役[31]

### オーディオブック
- audiobook.jp スマホを落としただけなのに（2018年）
- Audible 難しいことはわかりませんが、英語が話せる方法を教えてください！（2020年、朗読）

### その他コンテンツ
- AT-X ウチの夏フェス2015 フレッシュ夏フェス隊[4]
- スーパーロボット大戦Y CM[32]

## ディスコグラフィ

### キャラクターソング
| 発売日        | 商品名                     | 歌                            | 楽曲                                                       | 備考                                                                    |
| ------------- | -------------------------- | ----------------------------- | ---------------------------------------------------------- | ----------------------------------------------------------------------- |
| 2021年1月13日 | Straight Outta Rhyme Anima | Secret Aliens                 | 「Love Dimension」                                         | テレビアニメ『ヒプノシスマイク-Division Rap Battle-』Rhyme Anima劇中RAP |
| 2021年1月13日 | Straight Outta Rhyme Anima | The Dirty Dawg、Secret Aliens | 「D.R.B Rhyme Anima -EX- The Dirty Dawg VS Secret Aliens」 | テレビアニメ『ヒプノシスマイク-Division Rap Battle-』Rhyme Anima劇中RAP |

### シリーズ一覧
1. ↑  第1期（2020年）、第2期『+』（2023年）
2. ↑  第1期（2021年）、第2期『2nd Attack』（2023年）
3. ↑  第1期（2024年）、第2期（2024年）

### ユニットメンバー
1. 1 2  トム・ウィスパー・ウェザコック（深川和征）、アイリス・イノセント・トレイター（Lynn）、太郎丸レックス（濱野大輝）
2. ↑  山田一郎（木村昴）、碧棺左馬刻（浅沼晋太郎）、飴村乱数（白井悠介）、神宮寺寂雷（速水奨）